# 新英和大辞典
新英和大辞典（しんえいわだいじてん、英: Kenkyūsha's New English-Japanese Dictionary）は、研究社が発行している英和辞典。初版は1927年（昭和2年）に刊行された。最新版は2002年（平成14年）に刊行された第六版で、約26万語を収録している。愛称は Brown Behemoth (BB) で、「茶色のビヒモス」の意。
同シリーズの和英辞典として新和英大辞典があり、そちらは第五版が最新版で、総項目数は約48万項目である。

## 歴史
1927年（昭和2年）に岡倉由三郎の編集により初版が刊行。従来の辞書と比べ同意語句、語源、熟語、故事成語が多数加えられている特徴を有した。また、新鋳活字を使用して 1ページ二段組としたため、四六版で2060ページの分量は、旧来の一段組辞書3000ページ以上の内容に相当するボリュームとなっていた。定価6円50銭であったが、発売時には特価5円50銭とされた。
初版以来、日本を代表する最も学問的な英和辞典として、『新英和大辞典』は高い評価を受けてきた。第六版では、百科事典的な情報が強化され、様々な分野の用語・略語・商標なども多数収録された。

### 版の履歴
- 1927年（昭和2年） - 初版発行（編集主幹：岡倉由三郎）
- 1936年（昭和11年） - 第二版発行（編集主幹：岡倉由三郎）
- 1953年（昭和28年） - 第三版発行（編集主幹：岩崎民平・河村重治郎）
- 1960年（昭和35年） - 第四版発行（顧問：市河三喜、編集主幹：岩崎民平・河村重治郎） - KENKYUSHA'S NEW ENGLISH-JAPANESE DICTIONARY ON BILINGUAL PRINCIPLES A NEW EDITION RIVISED AND ENLARGED
- 1980年（昭和55年） - 第五版発行（編者代表：小稲義男） - KENKYUSHA'S NEW ENGLISH-JAPANESE DICTIONARY
- 2002年（平成14年） - 第六版発行（編者代表：竹林滋） - KENKYUSHA'S NEW ENGLISH-JAPANESE DICTIONARY

## 関連文献
- 高博教「現代英語の発音の推移について：研究社『新英和大辞典』第五版を中心にして」『大阪府立大学紀要（人文・社会科学）』第30巻、大阪府立大学、1982年3月31日、129-140頁、ISSN 04734645、NAID 40000306731。